# Bosques de pino-encino de América Central
Los bosques de pino-encino de América Central forman una ecorregión terrestre según la definición del Fondo Mundial para la Naturaleza. Esta ecorregión pertenece al bioma de los bosques de coníferas tropicales y subtropicales, biorregión de los bosques mesoamericanos de pino-encino y ecozona Neotropical. 
Cubre un área montañosa de aproximadamente 111.400 km² que se extiende desde el istmo de Tehuantepec en el sur de México, a  Guatemala, Honduras, El Salvador hasta el norte de Nicaragua.